# Mut (skulptur i Göteborg)

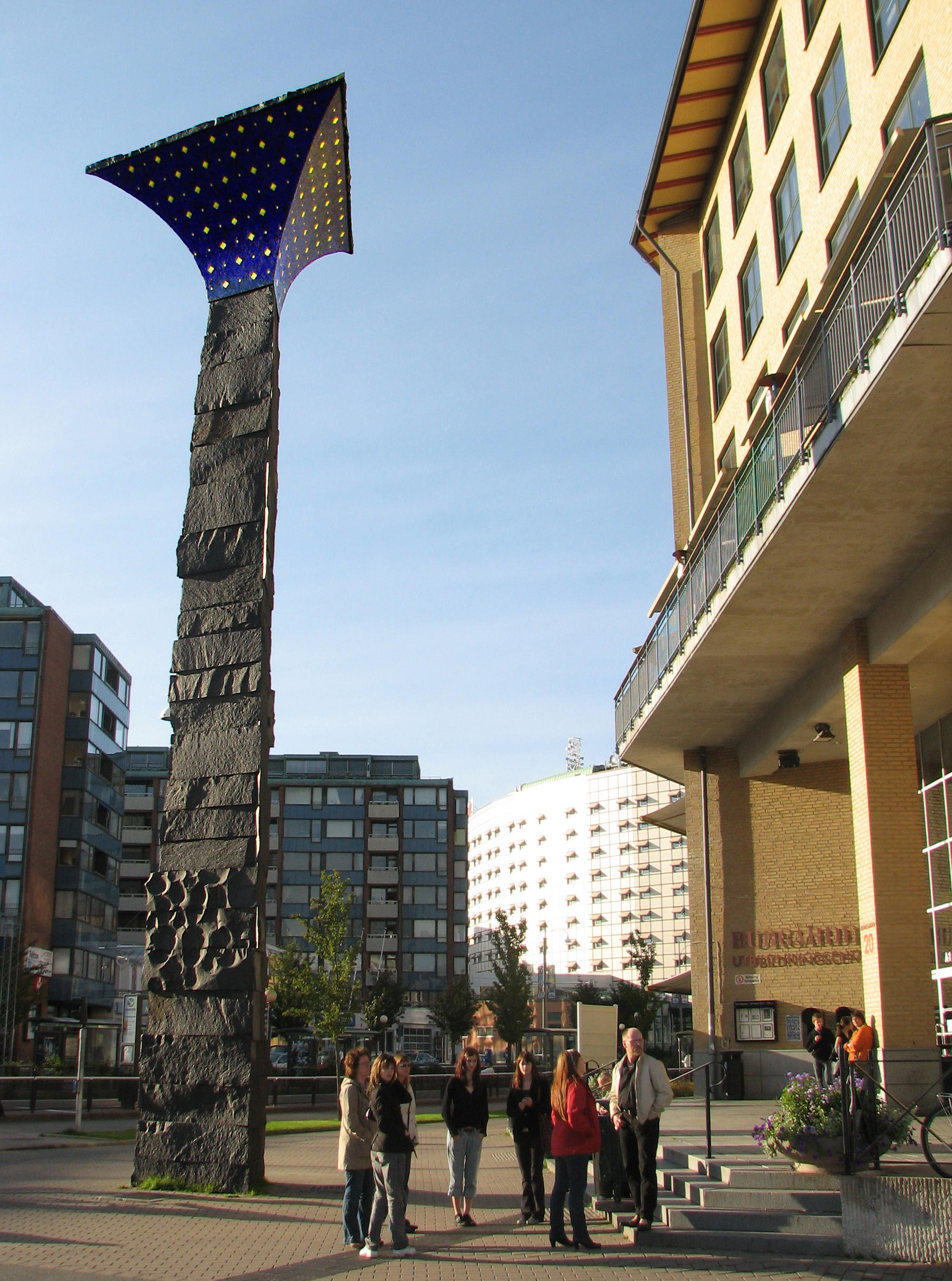
Den yttre Mut framför entrén.

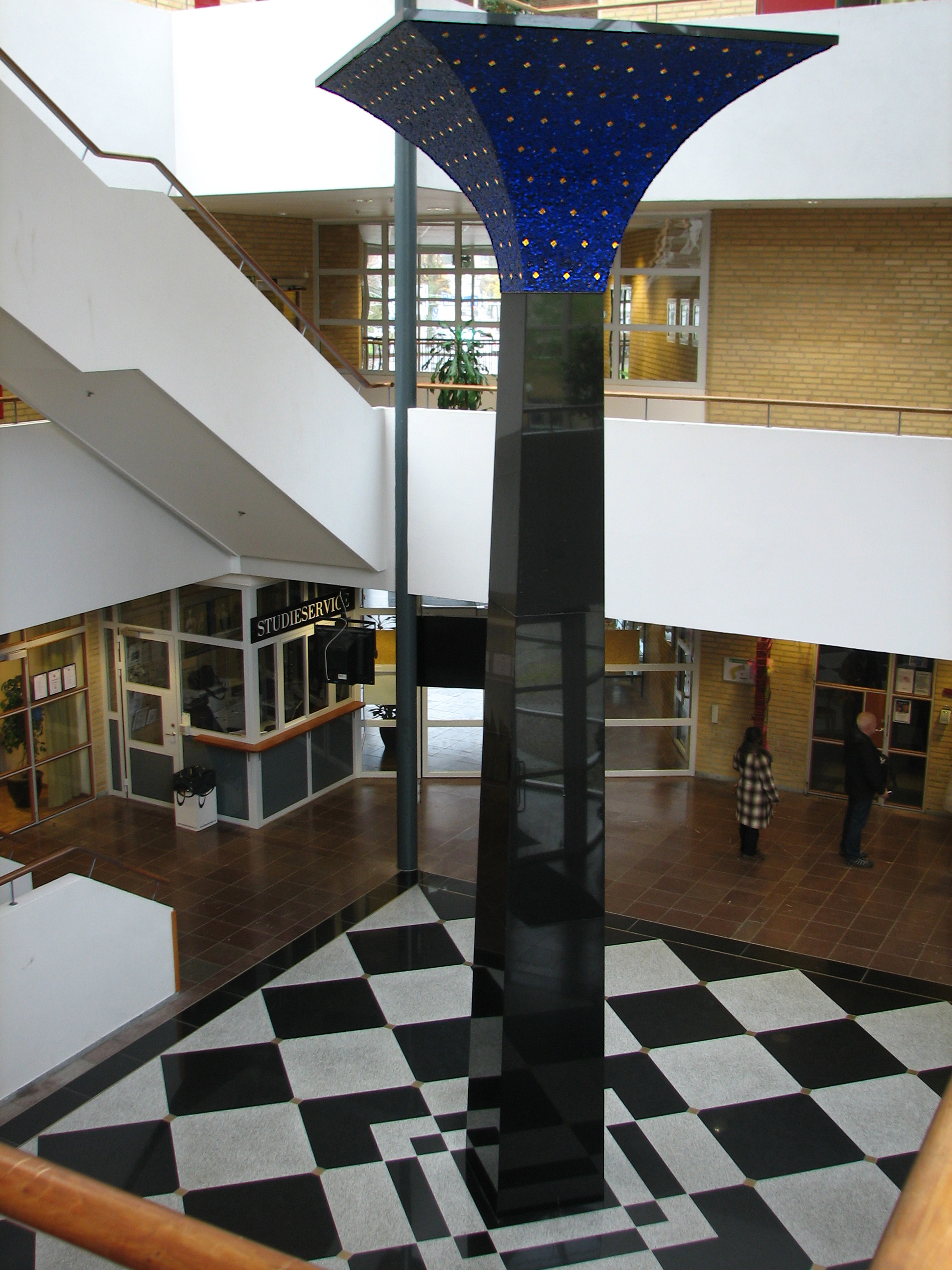
Den inre Mut på inomhustorget.

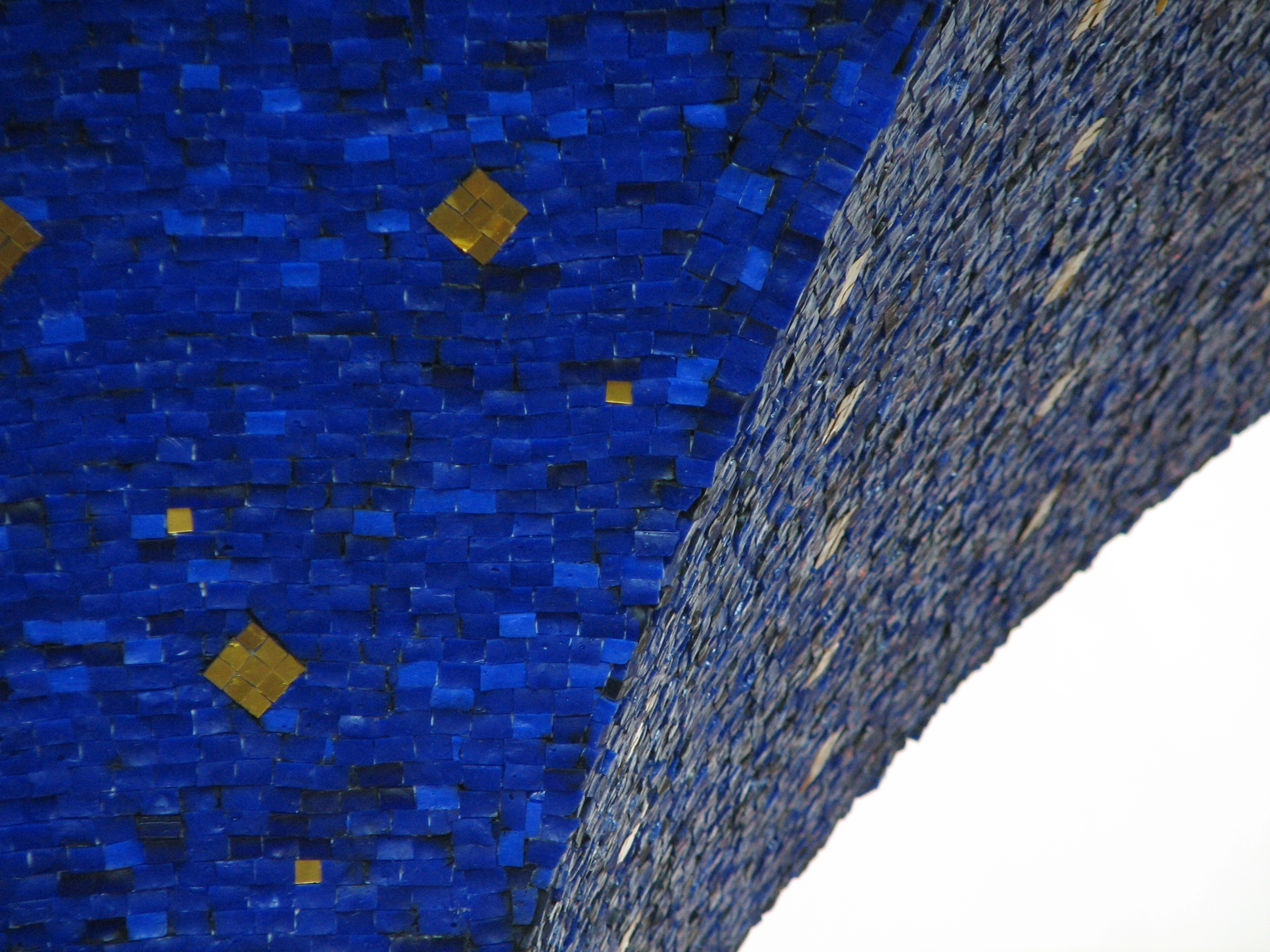
Mosaiken på den inre Mut.

Mut (uttalat mot med långt o) är ett platsspecifikt konstverk som består av två skulpturer i form av höga pelare. Verket är skapat av Roland Anderson som 1993 vann tävlingen för bästa förslag till utsmyckning av Burgårdens utbildningscentrum i Göteborg, som ligger strax intill Scandinavium. Den mest synliga och därför mest kända skulpturen restes 1996 utanför skolans huvudentré. Den andra installerades redan våren 1995 på inomhustorget, strax innanför entrén. De har stora likheter men är olika stora.

## Den yttre skulpturen
Den yttre skulpturen är 14 meter hög och väger 30 ton. Den tresidiga, kolsvarta pelaren av diabas, med sin grova ytstruktur bär upp ett brett kapitäl med 4,5 meters sida som är täckt med midnattsblå glasmosaik. Formen är inspirerad av pelare i Egyptens gamla tempel med kapitäl föreställande en utslagen lotusblomma. Mosaiken har ett antal glimmande, bladguldsinbakade bitar utlagda som stjärnor i en natthimmel. Mosaiken har sin förebild ifrån innertaket i det italienska kapellet Galla Placidia i Ravenna, men stjärnhimmelsmotiv återfinns även i den fornegyptiska kulturen.

## Den inre skulpturen
Den inre skulpturen är bara hälften så hög som den yttre, men eftersom den står inomhus upplevs den ändå som stor. Den skjuter upp mitt på ett golv med svarta och vita fält som också ingår i konstverket. Till skillnad från den yttre tresidiga pelaren har den inre ett kvadratiskt tvärsnitt och en planslipad och blankpolerad yta. Bägge har samma typ av glasmosaik på kapitälen, men på den inre är mosaiken betydligt finkornigare.

## Material och tillverkning
Glasmosaiken kommer från Venedig. Till bägge skulpturerna har det gått åt sammanlagt 600 kg mosaik och varje bit har fästs för hand. För att få en levande yta har tre olika blåa nyanser varvats. Även guldbitarna förekommer i flera olika nyanser. Verket skulpterades i Heestrand i Bohuslän.

## Om titelnMut
Mut är namnet på en gudinna i faraonernas Egypten. Hon kommer ursprungligen från den sydliga traditionen kring Thebe och var härskare över himlavalvet. Hon hyllades även som modergudinna, bland annat som symbolisk moder till alla faraoner. Ordet mut har också betydelsen moder.
Man kan lätt förväxla Mut med Nut, en himmelsgudinna från den nordegyptiska traditionen kring Heliopolis i Nildeltat. De har flera likheter men olika bakgrund och olika attribut.